# Eupilis nigrinervis
Eupilis nigrinervis är en insektsart som beskrevs av Stsl 1870. Eupilis nigrinervis ingår i släktet Eupilis och familjen sköldstritar. Inga underarter finns listade i Catalogue of Life.